# 斯特倫奇

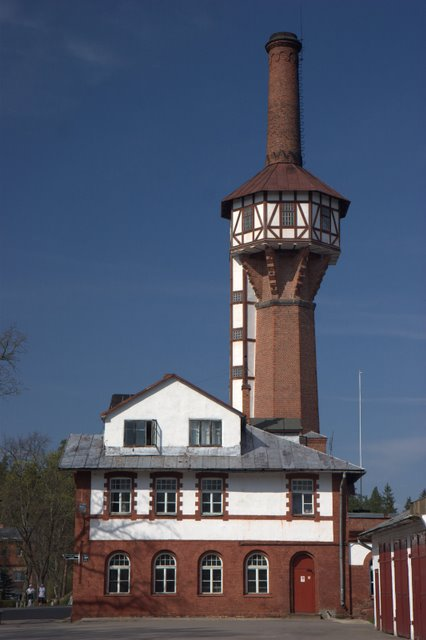
斯特倫奇精神病院及水塔

斯特倫奇是拉脫維亞瓦尔米耶拉市镇内的城鎮，位於該國東北部的高亞河右岸，毗鄰與愛沙尼亞接壤的邊境，面積5.72平方公里，2021年人口988。